# Черезоле Реале
Черезоле Реале (итал. Ceresole Reale) је насеље у Италији у округу Торино, региону Пијемонт.
Према процени из 2011. у насељу је живело 46 становника. Насеље се налази на надморској висини од 1615 м.

## Становништво
Према резултатима пописа становништва 2011. у општини је живело 159 становника.
| 1936. | 1951. | 1961. | 1971. | 1981. | 1991. | 2001. | 2011. |
| ----- | ----- | ----- | ----- | ----- | ----- | ----- | ----- |
| 227   | 216   | 237   | 186   | 173   | 167   | 160   | 159   |